# Haberern Jonatán
Haberern Jonatán (Felka, 1818. január 17. – Budapest, 1880. április 8.)  teológiai és filozófiai író, egy ideig a Budapesti Református Teológiai Akadémia, majd a Pesti Egyetem tanára, az MTA tagja, Arisztotelész műveinek fordítója.

## Életpályája
Haberern Pál takácsmester és Seltenreich Zsuzsánna fia. Született Felkán, Szepesmegyében; a középiskolát 1829 szeptemberétől Késmárkon és 1832-33-ban Miskolcon, 1833-tól 1838-ig ismét Késmárkon végezte; az utolsó években a Darvas fiúknak magánnevelője s tanítója volt. 1838-ban Tiszolcon letette a tanári vizsgát; 1839-ben a Jénai Egyetemet látogatta, 1840-ben a Tübingeni, 1841-ben a Berlin Egyetem hallgatója volt és 1842-ben tanulmányainak bevégeztével visszatért hazájába. Ezen év őszén nevelői állást foglalt el a gróf Mikes családnál Erdélyben. 1845 őszén Szirmay Ádám szeptemvir István fiának nevelését vette át, kit 1849 őszén Berlinbe, azután Bonnba az egyetemre kísért és kivel 1851-ben Franciaországban és Angliában tanulmányi utat tett. Berlinben a Berlinische Gesellschaft für deutsche Sprache társulatban felolvasást tartott a szepességi idiotizmusokról, minek következtében 1851. február 20-án a társulat megválasztotta rendes tagjává. Ezt az évet Franciaországban, Angliában és Skóciában töltötte s 1851 őszén Svájcon keresztül hazájába visszatért. 1852 őszén a szarvasi ágostai evangélikus főgimnáziumhoz mint a bölcseletnek, a görög és német nyelvnek rendes tanára hivatott meg, s 1854-ben ezen főgimnázium igazgató tanárának választatván, ez állásában az 1858-as tanév végeig működött, 1858 őszén Budapestre az egyesült protestáns teológiai tanintézethez mint a bölcseletnek és a görög nyelvnek rendes tanára hivatott meg. 1866-ban ezen állásáról önként lemondott. 1867. január 30-án a Magyar Tudományos Akadémia levelező tagja lett. 1871-ben a pesti egyetemen a görög bölcselet történetéből magántanárrá képesíttetett, ahol előadásait csak néhány héttel 1880. április 8-án Budapesten történt halála előtt szüntette meg. A Magyar Tudományos Akadémián 1881. március 28-án Hunfalvy Pál tartott fölötte emlékbeszédet.
Korábbi sírhelye a 4. parcellában volt, jelenlegi síremlékét 2010 tavaszára emeltette a Fiumei úti sírkertben a Nemzeti Emlékhely és Kegyeleti Bizottság.
Fia, Haberern Jonatán Pál urológus-sebész főorvos, az 1922-ben létrehozott Sebésztársaság alapító tagja és elnöke volt.

## Munkái

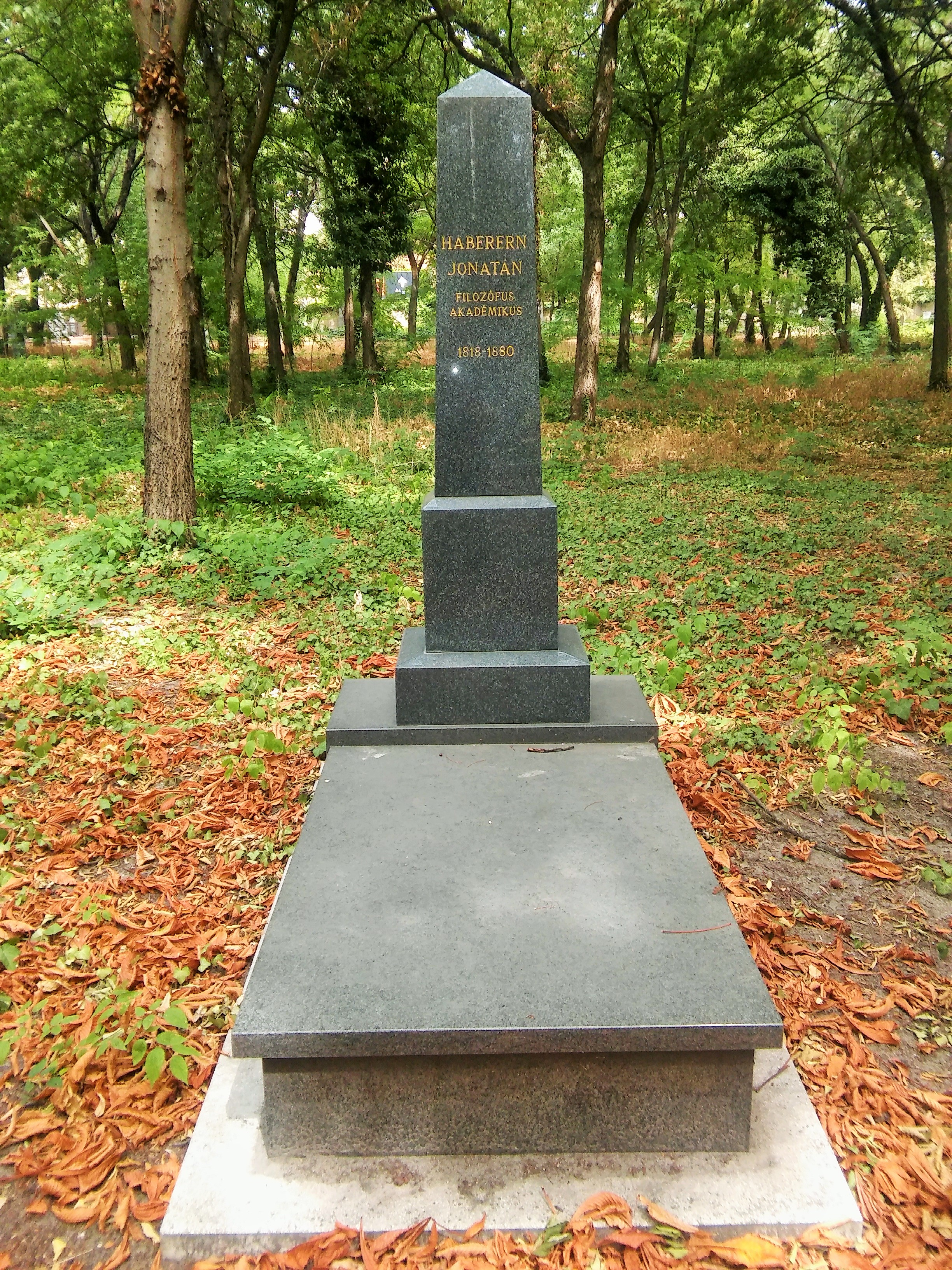
Sírja a Fiumei úti sírkertben (25-8-2)

1. Emlékbeszéd Molitorisz Adolf tanár felett. Szarvas, 1856. (Emlékszózatok elmondva a szarvasi ev. templomban, jan. 15. 1856. cz. többek beszédeivel együtt).
2. Melanchton Fülöp. Élet- és korrajz. Pest, 1860.
3. Az erkölcsbölcsészet alapvonalai. Akadémiai használatúl írva, ford. Martensen után. Pest, 1864. (Molnár Aladárral).
4. Aristoteles 3 könyve a lélekről. Pest. 1865.
5. Bibliai kézikönyv, kalauzúl a szent írás tanulmányozásához. Angus György után angolból ford. Pest, 1866.
6. Aristoteles és befolyása az új bölcsészetre és az életre Pest, 1867. (Székfoglaló. Értekezések a bölcsészeti tudományok köréből I. 3.) REAL-EOD
7. Aristoteles politikája. Ford. és jegyzetekkel ellátva. Pest, 1869.
8. Görög nyelvtan tanodai használatra. Az összehasonlító rendszer eredményeinek alapján Koch Ernő után kidolgozva magyarította. Pest, 1870.
9. Curtius Görög Nyelvtana. II. rész. Mondattan, ford. Kiss Lajos. Második kiadás a fordító halála után végig dolgozta s a 8. eredeti kiadás bővítéseivel kiegészítette. Pest, 1870. (2. átdolgozás. Bpest, 1874.)
10. Curtius Görög Nyelvtana. I. rész. Alaktan. Ford. Kiss Lajos. Negyedik kiadás, a 9. eredeti kiadás javításaival, bővítéseivel és ige-jegyzékével kiegészítette. Pest, 1871. (5. kiadás. 1873. 6. jav. kiadás. Pest, 1878.)
11. Edvi Illés Pál emléke. Pest, 1872. (Értekezések a bölcs. kör. II. 3.) REAL-EOD
12. Aristoteles Nichomachoshoz czimzett Ethikája. Ford. Pest, 1873.
13. Báró Prónay Gábor emléke. Pest, 1876. (Értekezések a term. tudom. köréből. VII. 2.) REAL-EOD